# New Adventures in Hi-Fi
New Adventures in Hi-Fi es el décimo álbum de la banda estadounidense de rock alternativo R.E.M. Su lanzamiento tuvo lugar el 9 de septiembre de 1996. Fue el último álbum producido con Bill Berry como miembro del grupo. Su sencillo más exitoso fue "E-Bow the Letter" (grabado con Patti Smith).

## Lista de reproducción
Todas las canciones fueron escritas por Bill Berry, Mike Mills, Peter Buck y Michael Stipe.
1. "How the West Was Won and Where It Got Us" – 4:31
2. "The Wake Up Bomb" – 5:08
3. "New Test Leper" – 5:26
4. "Undertow" – 5:09
5. "E-Bow the Letter" – 5:24
6. "Leave" – 7:18
7. "Departure" – 3:28
8. "Bittersweet Me" – 4:07
9. "Be Mine" – 5:33
10. "Binky the Doormat" – 5:00
11. "Zither" – 2:35
12. "So Fast, So Numb" – 4:13
13. "Low Desert" – 3:31
14. "Electrolite" – 4:03

## Formación
R.E.M.
- Bill Berry – batería
- Peter Buck – guitarra
- Mike Mills – bajo eléctrico
- Michael Stipe – voz

Otras
- Patti Smith – voz en "E-Bow the Letter"

- Datos: Q1508334